# 17. veljače
17. veljače (17. 2.) 48. je dan godine po gregorijanskom kalendaru.
Do kraja godine ima još 317 dana (318 u prijestupnoj godini).

## Događaji
- 1854. – Britanija je priznala nezavisnost Slobodne Države Oranje u današnjoj Provinciji Slobodna Država, Južna Afrika
- 1895. – Balet Labuđe jezero prvi je put izveden u cijelosti s glazbom Čajkovskog u Sankt Peterburgu, Rusija
- 1960. – The Everly Brothers potpisuju milijun dolara vrijedan ugovor s izdavačkom kućom Warner Brothers Recordsom (izvorno samo filmskom kompanijom, dok nije postala veliki multimedijalni konglomerat).
- 2008.  - Kosovo proglasilo neovisnost od Srbije.
- 2024. – Hrvatska vaterpolska reprezentacija osvojila Svjetsko prvenstvo u Dohi 2024. pobjedom nad Italijom rezultatom 15:13.

| - 1865. – Silvije Strahimir Kranjčević, hrvatski književnik († 1908.) - 1891. – Dr. Džaferbeg Kulenović, ministar u vladi NDH († 1956.) - 1892. – Josif Slipij, ukrajinski grkokatolički kardinal († 1984.) - 1895. – Slavko Ježić, hrvatski književnik, književni povjesničar i prevoditelj († 1969.) - 1897. – Josip Jagodić, hrvatski liječnik, pravednik među narodima († 1973.) - 1935. – Hrvoje Šarinić, hrvatski političar († 2017.) - 1936. – Stipe Šuvar, hrvatski političar († 2004.) - 1948. – Marko Kern, hrvatski slikar - 1954. – Rene Russo, američka glumica - 1955. – Zlatan Vrkljan, hrvatski slikar - 1963. – Michael Jordan, američki košarkaš - 1964. – Davor Gobac, hrvatski glazbenik - 1969. – Željko Mavrović, hrvatski boksač - 1972. – Billie Joe Armstrong, američki glazbenik - 1972. – Bojana Gregorić, hrvatska glumica - 1972. – Dražen Turina, hrvatski pjevač - 1981. – Paris Hilton, nasljednica lanca hotela Hilton - 1988. – Natasha Kampusch, austrijska djevojka, poznata po bijegu nakon osam godina zatočeništva - 1999. – Kristjan Čeh, slovenski atletičar - 1673. – Molière, francuski književnik (* 1622.) - 1856. – Heinrich Heine, njemački književnik (* 1797.) - 1910. – Ignaz von Szyszyłowicz, poljski botaničar (* 1857.) - 1962. – Bruno Walter, njemačko-austrijski dirigent i skladatelj (* 1876.) - 1963. – Mate Balota, hrvatski književnik i ekonomist (* 1898.) - 1974. – Jordan Kuničić, hrvatski teolog i glazbenik (* 1908.) - 2001. – Zvonimir Červenko, hrvatski general (* 1926.) - 2011. – Predrag Vušović, crnogorski glumac (* 1960.) - 2012. – Milorad Bibić Mosor, hrvatski novinar (* 1952.) - 2019. – Šaban Šaulić, srpski pjevač narodne glazbe (* 1951.) |

## Blagdani i spomendani
- Tanis Diena ili Teņa Diena – svetkovina svinje u Latviji

## Imendani i spomendani
- 7 utemeljitelja Reda slugu BDM
- Evermod Ratzeburški
- Benedikt
- Flavije
- Darko